# Bible Broadcasting Network
Bible Broadcasting Network (BBN) es una red mundial de radio cristiana respaldada por oyentes, con personal y sede en Charlotte, Carolina del Norte . Fue fundada en 1971 por Lowell Davey , quien fue el presidente de la red hasta su muerte en 2017. Permanece bajo control familiar, con la hija de Davey, Barbara Redemann, y su esposo, Carl Redemann, al frente de BBN.
La declaración de misión de BBN es "llevar la Palabra de Dios a los corazones y las mentes de tantas personas como sea posible utilizando los medios más eficientes" y su lema es "Dar a los vientos la voz de la Biblia". Doctrinalmente, la programación tiene un enfoque evangélico conservador . BBN evita la programación orientada a "señales y prodigios", teología " carismática " y " teología de la prosperidad ".
El contenido de la programación consiste en música cristiana tradicional, incluidos vocalistas , coros e instrumentistas; Enseñanza de la Biblia y sermones; tiempos de oración ; programas para niños y adolescentes; y programas de orientación familiar.

## Programas
Entre los ministerios notables que tienen programas de larga duración en la red están: Running to Win y Moody Church Hour con Erwin Lutzer , Love Worth Finding de Adrian Rogers , Gateway to Joy de Elisabeth Elliot , y el drama de radio de Pacific Garden Mission , Unshackled ! . Las reposiciones de Children's Bible Hour y las obras de radio de Sugar Creek Gang se escuchan todos los días en el programa de la tarde Captain's Club . Aventuras en Odisea, uno de los programas de radio cristianos más populares en los Estados  Unidos, se transmite para adolescentes y preadolescentes.

## Fundación
La red fue fundada en 1971 por Lowell Davey (22 de julio de 1933 a 18 de febrero de 2017). Proveniente de Minnesota, anteriormente había servido en las Fuerzas Aéreas del Ejército de los Estados Unidos . Al completar su alistamiento, Davey asistió a la Universidad Bob Jones .
Davey ingresó al campo de la transmisión de radio cristiana cuando adquirió una estación de radio en bancarrota, WYFI , en Norfolk, Virginia , el 28 de marzo de 1969. La estación comenzó a transmitir bajo su propiedad el 2 de octubre de 1971, a las 5 pm BBN fue todavía con sede en Chesapeake, Virginia , cuando compró la estación de radio de Charlotte WSOC (AM), que se convirtió en WYFQ (AM).

## Propósito
La radio sin fines de lucro tiene el propósito de “llevar la Palabra de Dios al corazón y la mente de las personas, utilizando los medios más eficientes a nuestro alcance. La radio e Internet siguen siendo las herramientas más eficaces para llegar a la gente con el Evangelio y enseñar la Biblia las 24 horas del día”.  Sin cortes comerciales, BBN cuenta con el apoyo total de sus oyentes.

## Estaciones
BBN posee y opera 51 estaciones de alta potencia y 94 traductores de baja potencia en 32 estados y Bermudas , distribuidos por satélite. Según el sitio web de la red, también operan estaciones de radio AM y FM en 14 países de América del Norte y América del Sur. BBN también transmite en todo el mundo a tiempo completo a través de Internet en ocho idiomas: inglés, español, portugués, chino mandarín , coreano, japonés, alemán y ruso. Se estima que estas estaciones juntas llegan a más de 200 millones de personas.

## Instituto Bíblico
BBN también mantiene el Instituto Bíblico BBN, con lecciones de audio completamente gratuitas y sin comerciales. El Instituto Bíblico emite un certificado por cada curso completado con éxito.